# Ксавер Херман
Ксавер Херман  (Бузенхаузен, 21. фебруар 1910 — Јоханес, 23. фебруар 1943) био је немачки спринт кајакаш који се такмичио крајем 30-их година 20. века. Радио је код произвођача скија „Шафер” у Еслингену.
Херман се такмичио на Летњим олимпијским играма 1936. у Берлину. Веслао је у дисциплини склопиви кајак једносед на 10.000 метара, која је била на програму олимпијских игара само те године. Стигао трећи и освојио бронзану медаљу.
Победио је Аустријанац Грегор Храдецки испред Француза Анрија Ебрехарда, који је у финишу побегао Херману 2,3 секунде.
Погинуо је у Другом светском рату на Источном фронту као војник Вермахта 23. фебруара 1943. код Доњецка у Совјетском Савезу